# Movimiento feminista y de mujeres en la dictadura militar de Chile

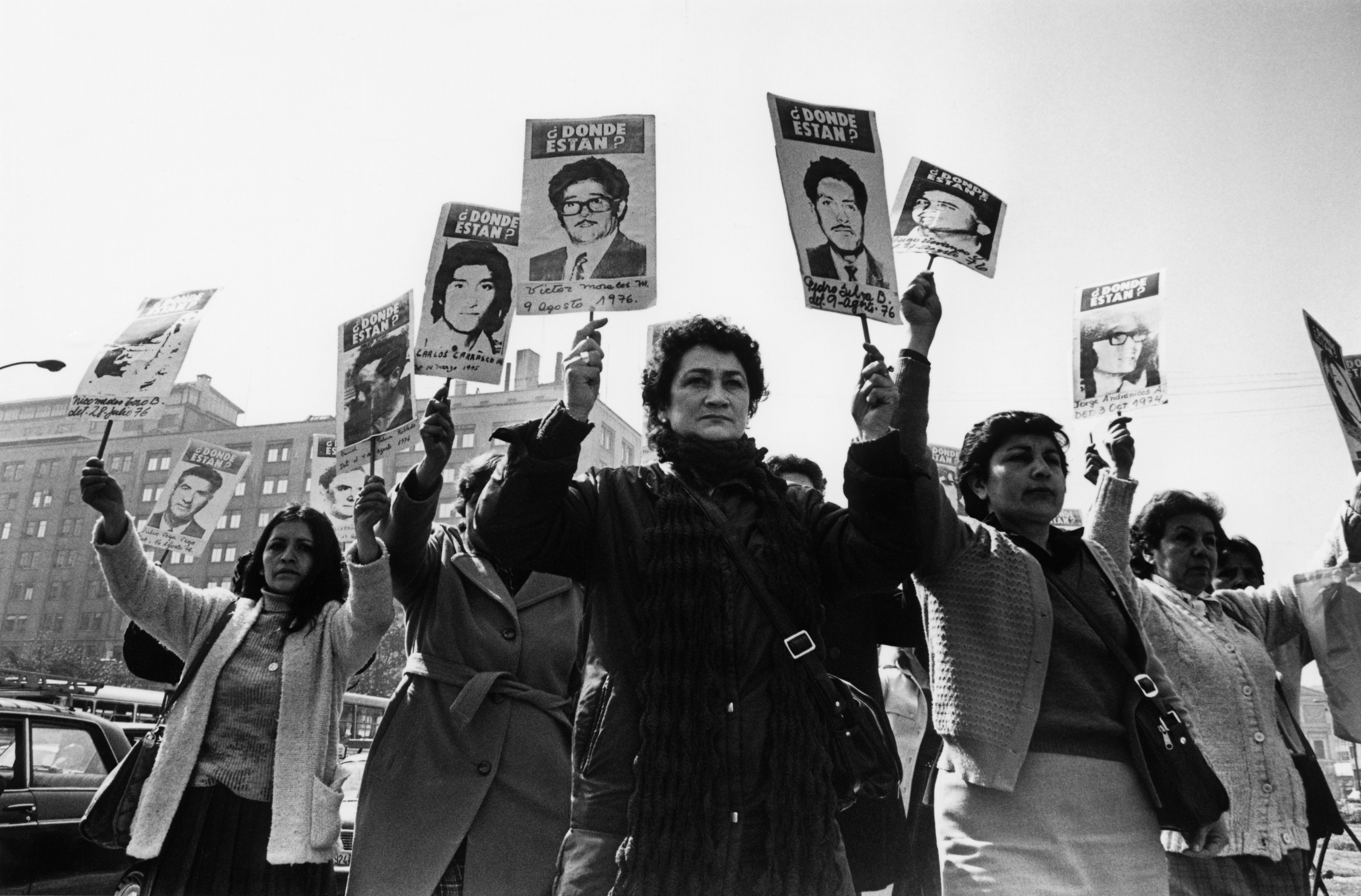
Mujeres de la Agrupación de Familiares Desaparecidos se manifiestan frente al Palacio de Gobierno durante la dictadura militar de Pinochet.

El movimiento feminista y de mujeres en la dictadura militar de Chile (1973-1990) fue un movimiento social llevado adelante por mujeres que resistieron a la dictadura militar y que lucharon por lograr una democracia con derechos plenos para las mismas. Surgió a fines de los años 70 y alcanzó una amplia masividad en los 80, desarrollándose en el contexto de un auge del feminismo a nivel latinoamericano y mundial. Tuvo hitos importantes como la concentración “Hoy y no mañana” de alrededor de 10 000 mujeres en el Teatro Caupolicán el 23 de diciembre de 1983 y de aproximadamente 25 000 mujeres, en el Estadio Santa Laura el 8 de marzo de 1988.

## Antecedentes

### Resistencia a la dictadura: la emergencia de los movimientos sociales
Mientras la primera ola del feminismo en Chile tuvo como centro principal la lucha por el sufragio femenino, el movimiento de mujeres en dictadura corresponde a una segunda ola, que se diferencia por instalar nuevos ejes, como la lucha contra la violencia contra las mujeres, la crítica al trabajo doméstico y la defensa de los derechos humanos. El surgimiento de esta nueva ola de movilización de las mujeres debe entenderse en el marco de la ilegalización de los partidos políticos y el terrorismo de Estado desatado por la dictadura de Augusto Pinochet. Ante esta gran crisis, emergieron y se desarrollaron diversos movimientos sociales que cobraron relevancia como actores sociales. Los primeros movimientos en formarse fueron el movimiento sindical y el de derechos humanos, ambos estrechamente vinculados con una incipiente lucha organizada de las mujeres, que ya en los años 80 se instaló como un movimiento de masas. Pronto este movimiento se articuló con diversos actores sociales, protagonizando la resistencia a la dictadura.
El movimiento feminista y de mujeres presenta una cronología similar a otros movimientos sociales de resistencia, pues se vincula directamente con los cambios en las políticas del régimen, pero además posee características, contradicciones y transformaciones propias. Lejos de haber tenido un único núcleo inicial, el movimiento emerge desde distintos frentes: desde  las organizaciones de familiares de víctimas de la represión, las organizaciones populares de subsistencia, y también desde sectores que se organizaron en torno a las opresiones y luchas específicas que vivían las mujeres. Con el tiempo, estos distintos polos de organización social y política de las mujeres fueron dialogando, generando articulaciones, pero también tensiones propias de las complejidades que atravesaron a este movimiento heterogéneo.

### El movimiento feminista y de mujeres a nivel internacional
Además de su relación con el escenario dictatorial, el movimiento feminista y de mujeres de los años 80 en Chile debe entenderse en el contexto del auge del feminismo mundial. En Latinoamérica, el feminismo tomó especial fuerza a partir de mediados de los 70 y comienzos de los 80, con organizaciones de mujeres muy activas en Argentina, Perú, Brasil, Uruguay y México. En el cono sur, una de sus luchas principales fue la defensa de los derechos humanos y la resistencia contra el terrorismo de Estado desatado por diversas dictaduras. 
Un hito fundamental a nivel continental fue el inicio de la serie de Encuentros Feministas Latinoamericanos y del Caribe (EFLAC), que comenzó en Bogotá (Colombia) en 1981 y continuó cada dos años a lo largo de la década en Lima (Perú), Bertioga (Brasil) y Taxco (México). Allí las mujeres compartieron sus experiencias de resistencia a los diferentes regímenes autoritarios de la región, formaron vínculos personales y redes políticas, y así potenciaron el feminismo de la época. La violencia contra las mujeres fue uno de los ejes principales de esta nueva ola desde el primer EFLAC, en el que se instauró el 25 de noviembre como Día Internacional contra la Violencia hacia las Mujeres, en homenaje a las hermanas Mirabal asesinadas por la dictadura de Rafael Trujillo en República Dominicana. 
A nivel institucional, un hito importante fue la declaración de la ONU del Decenio de la Mujer entre 1975 y 1985, que se inauguró con la primera Conferencia Mundial sobre la Mujer en Ciudad de México. En paralelo a la conferencia oficial, alrededor de 6000 mujeres de organizaciones de base y ONG participaron en la Tribuna del Año Internacional de la Mujer. Otro hito institucional importante fue la aprobación del Convención sobre la Eliminación de Todas las Formas de Discriminación contra la Mujer (CEDAW) en 1979. Este fortalecimiento institucional de los derechos de las mujeres liberó mayores recursos para organizaciones y proyectos feministas de mujeres y contribuyó a legitimar el tema en las esferas de poder.

## Etapas

### Las mujeres se organizan para subsistir y enfrentar la represión
En Chile, las mujeres vivieron las consecuencias de las políticas de la dictadura de una manera particular. Algunas de ellas experimentaron en carne propia la represión política, agravada por la invisibilizada violencia política-sexual. Otras experimentaron la represión más dura de manera indirecta, pues dado que la mayoría de los altos cargos gubernamentales y de las dirigencias de los partidos políticos de izquierda estaban compuestos por varones, fueron ellos quienes vivieron en mayor proporción la prisión, la tortura, la relegación, el exilio, la muerte y la desaparición. Entonces, en su calidad de madres, esposas e hijas, salieron casi inmediatamente después del golpe a buscar a sus familiares y a enfrentar a los militares. Así surgieron las primeras agrupaciones de familiares de asesinados o detenidos desaparecidos, que luego se fueron articulando en un amplio movimiento por los Derechos Humanos.
Además de esto, las mujeres tuvieron que sostener a sus familias empobrecidas. En el plano laboral y económico, fueron especialmente afectadas por la cesantía y las nuevas formas de trabajo precario que se instalaron, a la vez que vieron debilitados -y en ciertos casos perdidos- importantes derechos adquiridos, como el fuero maternal y la posibilidad de abortar. Para sobrellevar estas duras condiciones, surgieron una serie de iniciativas populares lideradas por mujeres que buscaron hacer frente colectivamente a las necesidades de subsistencia. En sus propios territorios y con la ayuda de un sector de las iglesias, levantaron ollas comunes y talleres productivos. Esto permitió que las y los pobladores tuvieran mayor organización y estrategias para resistir el hambre, todo lo cual fue apoyado por una Iglesia asistencial solidaria.

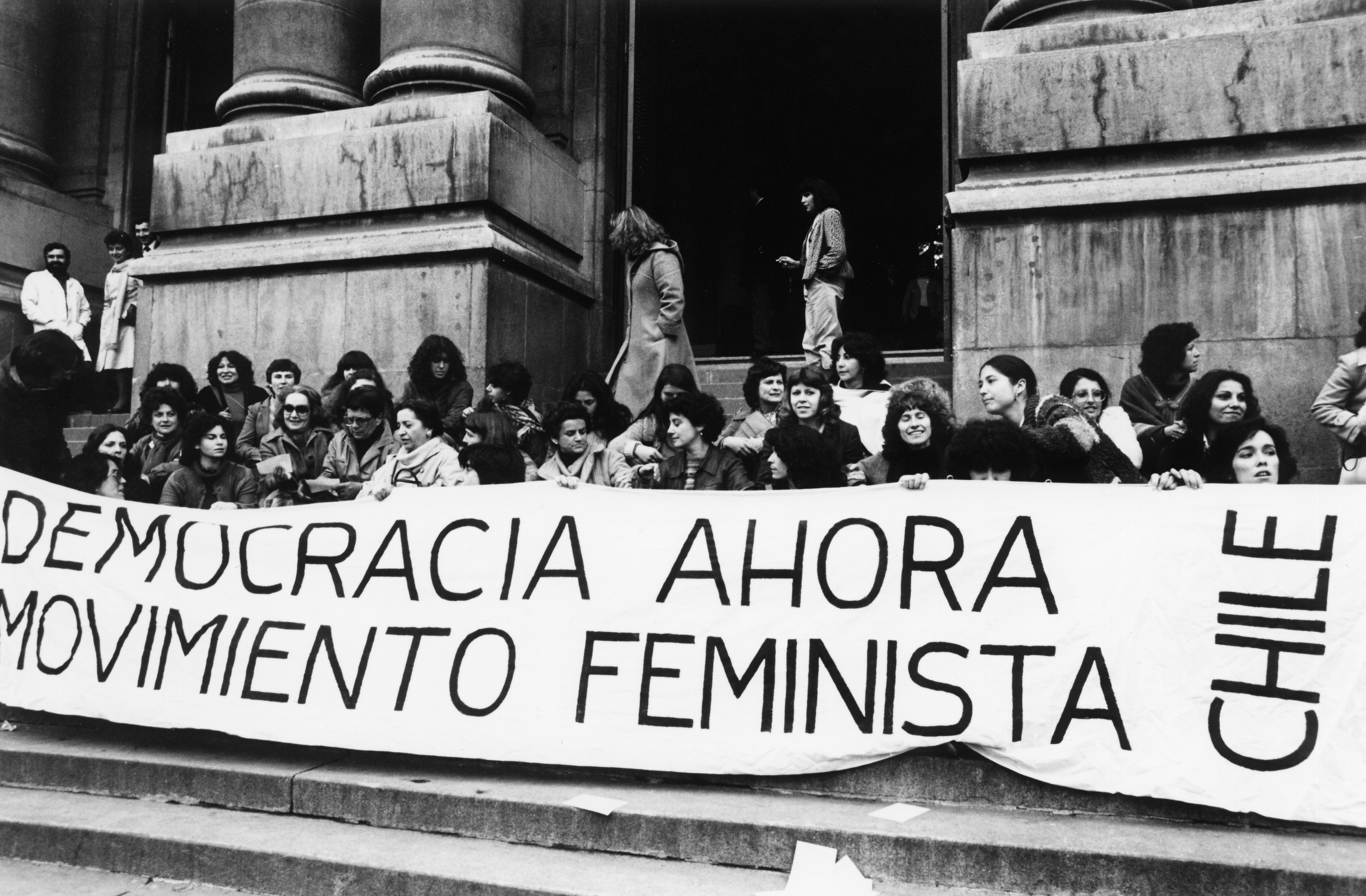
Movimiento feminista en la Biblioteca Nacional en 1983. Fotografía de Kena Lorenzini.

Por último, las mujeres debieron enfrentar los intentos de la dictadura de reforzar los roles tradicionales asociados a su género, como las labores domésticas y de cuidados. Estos roles fueron impulsados especialmente a través de la Fundación CEMA Chile, dirigida por Lucía Hiriart, institución que realizó actividades asistencialistas para las mujeres más precarizadas. Las nacientes organizaciones feministas y de mujeres se pronunciaron fuertemente contra estas prácticas, cuestionando la idea de que la mujer debía realizar las labores domésticas, instalando la necesidad de un reconocimiento económico por ese trabajo, relevando su activismo político en la historia, entre otros mecanismos de lucha contra el modelo patriarcal que la dictadura intentó reforzar.

### Se multiplican y diversifican las organizaciones de mujeres y feministas
La segunda etapa de este movimiento está marcada por la multiplicación de organizaciones de mujeres en ámbitos diversos y por el inicio de un cuestionamiento sobre su problemática específica, en algunos casos desde una perspectiva abiertamente feminista. Julieta Kirkwood señala que uno de los primeros debates que se dio de manera transversal fue el de transformar la condición de las mujeres en un problema social y no individual, y que este fuera considerado un problema legítimo, que debía ser discutido públicamente. Ahora bien, debates como este se dieron de diversas maneras pues el movimiento de mujeres de los años 80 en Chile se desarrolló de manera muy heterogénea en términos sociales y políticos.
Especialmente en los sectores populares, las organizaciones de base vivieron un proceso paulatino de politización y de toma de conciencia de la especificidad de la explotación y opresión que vivían las mujeres, haciendo énfasis en los problemas que aquejaban a las mujeres de los sectores más precarizados. En este proceso se forman organizaciones como Las Domitilas y el Movimiento de Mujeres Pobladoras (MOMUPO), que formaron extensas redes con múltiples organizaciones territoriales de mujeres.
Un hito importante para el movimiento fue la creación en 1976 de Coordinadora Nacional Sindical (CNS) y de su Departamento Femenino, cuyo objetivo era organizar a las mujeres trabajadoras y alentarlas a participar del movimiento sindical. En los años posteriores se formaron múltiples organizaciones de mujeres vinculadas a partidos y movimientos políticos de izquierda, como el Comité de Defensa de los Derechos de la Mujer (CODEM), cercano al MIR; Mujeres de Chile (MUDECHI), cercano al Partido Comunista; la Unión Chilena de Mujeres (UChM) y la Federación de Mujeres Socialistas, ambas cercanas al Partido Socialista. Dichas organizaciones, junto a muchas otras de carácter sindical y social, participaron de los tres Encuentros Nacionales de Mujeres, convocados por el Departamento Femenino de la CNS, que se realizaron en 1978, 1979 y 1980. Este sector del movimiento reunió a mujeres en resistencia a la Dictadura, pero no necesariamente desde una posición feminista.
 

A fines de los años 70 y comienzos de los 80, las perspectivas feministas comienzan a perfilarse tanto en espacios sociales como académicos y políticos. Aunque por diversos motivos no se autoidentificaron como feministas de manera explícita, algunas organizaciones populares ya tenían discusiones y proyectos que abordaban la especificidad de la opresión de las mujeres y consideraban sus diversas dimensiones. Este fue el caso, por ejemplo, de Las Domitilas, organización de mujeres pobladoras de la zona sur de Santiago, que se formó en 1983. Esta realidad de las mujeres les llevó a tomar una postura de orientación feminista:  
"debido a la discriminación que hemos sufrido por siglos de parte de la sociedad siempre construida por hombres (y que nos relega a papeles secundarios), hemos decidido organizarnos como mujeres, porque no es posible una sociedad verdaderamente democrática, sin la participación activa y al mismo nivel de la mujer” (Palomita Nº 5, 1986). 
Por otra parte, desde espacios académicos surgió en 1979 el Círculo de Estudios de la Mujer, inicialmente bajo la protección institucional de la Academia de Humanismo Cristiano. En el Círculo participaron importantes feministas como Julieta Kirkwood. En el segundo Encuentro Nacional de Mujeres, realizado en 1979, el Círculo presentó un documento en que plantearon la necesidad de 
“determinar el verdadero lugar que le cabe a la mujer en la sociedad, que no puede limitarse a considerar a la mujer en un rol secundario, sino que entiende que el gran desafío que significa hoy la creación de un consenso democrático, capaz de rechazar efectivamente el régimen autoritario que se nos ha impuesto, requiere que las mujeres formulen la problemática que a ellas les afecta específicamente como mujeres".
Este debate no estuvo exento de tensiones con otros sectores del movimiento de mujeres que consideraban que el momento político requería priorizar la lucha contra la Dictadura.
Años más tarde, en 1983, la Academia de Humanismo Cristiano le retiró el apoyo al Círculo de Estudios de la Mujer, pues en él se comenzaron a abordar asuntos como el aborto y la masturbación femenina, que atentaban contra la moral cristiana. Con la configuración de este nuevo escenario, el Círculo se separó en dos organizaciones. Por un lado, se formó el Centro de Estudios de la Mujer (CEM), que se dedicaba a la producción de conocimientos sobre la condición de la mujer chilena. Por otro, se creó la Casa de la Mujer La Morada, concebida como un espacio abierto para la acción política y el encuentro de las mujeres, en el que desarrollaron un diversos talleres, charlas, debates y encuentros. A partir de este grupo, nace ese mismo año el autodenominado Movimiento Feminista, cuya primera aparición pública se realizó en las afueras de la Biblioteca Nacional. Así, y haciendo eco de que “lo personal es político”, dentro del movimiento de mujeres emerge un grupo que se reconoce públicamente como feminista y que exige “Democracia en el país y en la casa”.

### Se levantan las coordinadoras: MEMCH 83’ y mujeres por la vida
Entre 1982 y 1986 se desarrolla la tercera etapa de desarrollo del movimiento feminista y de mujeres en Dictadura, que fue la más álgida para las luchas populares contra la Dictadura. El periodo estuvo marcado por la profunda crisis económica y por las extensas jornadas de protestas, con las que se inauguró un nuevo momento en la vida política nacional de confrontación abierta contra el régimen.
Fue en ese contexto donde se crearon las coordinadoras de organizaciones de mujeres. En 1983 se creó el MEMCH 83’, tomando su nombre del Movimiento Pro Emancipación de la Mujer Chilena (1935-1953). Olga Poblete y Elena Caffarena, dos líderes del movimiento histórico, fueron parte de la creación de esta coordinadora que agrupó a diversas organizaciones de mujeres de izquierda. Otra coordinadora importante fue Mujeres por la vida, única organización que logró articular de manera transversal a todo el rango político de la oposición, desde el Movimiento de Izquierda Revolucionaria hasta la Democracia Cristiana. Fue Mujeres por la Vida la organización que convocó, el 29 de diciembre de 1983, al evento llamado “Hoy y no mañana” que reunió alrededor de 10.000 mujeres de todas las orientaciones políticas en el Teatro Caupolicán.  
Otro hito importante para el movimiento feminista y de mujeres fue su participación en 1986 de la Asamblea de la Civilidad. En base a una serie de trabajos de sistematización de demandas del movimiento, Mujeres por la Vida elaboró el "Pliego de las mujeres", documento que aunaba el trabajo desarrollado por otras organizaciones en diferentes instancias previas. María Antonieta Saa, en representación de las mujeres en la Asamblea, presentó el documento para que fuese incorporado en la "Demanda de Chile" Tras no recibir respuesta de parte del régimen, la Asamblea convocó a un paro nacional para el 2 y 3 de julio, que terminó siendo una de las protestas más fuertes y masivas en contra de la dictadura, con una fuerte presencia del movimiento de mujeres.

### Los años finales: el movimiento feminista y de mujeres ante la política de la transición
Hacia el término de la dictadura, se configuró un periodo complejo en que las fuertes protestas desplegadas por los movimientos sociales no lograron el efecto esperado. Dentro del movimiento de oposición ganó terreno la estrategia de una salida pactada con el régimen dictatorial, vía plebiscito, lo que implicó una desmovilización importante del pueblo y las organizaciones y abrió un periodo llamado Transición a la democracia, limitado por las condiciones que la Dictadura impuso.
Como otros movimientos sociales, el movimiento feminista y de mujeres empezó un proceso de desarticulación que con el correr de los años tomó caminos diversos. Una parte se enfocó en la elaboración de demandas de las mujeres en un contexto de democracia, retomando la participación en partidos políticos de cara a la nueva institucionalidad proyectada. Así, se crearon diversas ONG, corporaciones, centros de investigación y fundaciones para llevar a cabo este objetivo. Otro sector reafirmó la necesidad de mantener un feminismo autónomo de los partidos políticos e instituciones, reivindicando la importancia de crear espacios propios de lucha contra el modelo neoliberal y machista que se desplegó y profundizó durante la década de los 90. En términos generales, para el movimiento feminista y de mujeres fue muy difícil enfrentar el escenario abierto por la política de la transición con la misma unidad y potencia que habían alcanzado en los años anteriores, lo que abrió un largo periodo de reconfiguraciones del feminismo en Chile. A pesar de estas tensiones, el último 8 de marzo en Dictadura fue conmemorado de manera multitudinaria en un evento que reunió a más de 25 000 mujeres en el Estadio Santa Laura con la consigna SOMOS +.

## Las publicaciones periódicas del movimiento
El movimiento feminista y de mujeres durante la Dictadura produjo una gran cantidad de publicaciones periódicas que amplificaron las ideas y luchas del movimiento social. Se trataba de publicaciones militantes, elaboradas por y para mujeres del movimiento. Dado el contexto de represión política, la gran mayoría se producía, distribuía y leía en condiciones de clandestinidad o semiclandestinidad. Por esa misma razón, la mayoría de los textos son anónimos, utilizan seudónimos o están firmados colectivamente como organización, pero son pocos los casos en que están firmados con el nombre completo de sus autoras.
En cuanto al formato, en su gran mayoría se trata de boletines o boletinas, como la Boletina chilena del MEMCH 83’, dedicadas a temas de contingencia, como la denuncia a las precarias condiciones de vida en la época y a las violaciones a los derechos humanos cometidas por la dictadura, así como también a difundir diversas actividades políticas, sociales y culturales. Otras publicaciones se perfilaron más bien como revistas, como es el caso de Furia, de la Federación de Mujeres Socialistas, que tuvo números y textos más largos dedicados a tratar diversas problemáticas con mayor profundidad.
Algunas publicaciones destacadas fueron: Vamos mujer (CODEM), Boletín La Morada (Casa de la Mujer la Morada), Palomita (Las Domitilas), Boletín del Círculo de Estudios de la Mujer, Nos/otras (Centro Mujer), Guacolda (Acción femenina), Clarita (UChM), MUDECHI informa, entre otras.

## Relevancia actual
El movimiento feminista y de mujeres que se desarrolló en los años 80 ha sido reconocido por diversos estudios como parte fundamental de la resistencia a la dictadura de Pinochet. Actualmente muchos de los documentos elaborados por el movimiento en esos años están resguardados en el Archivo Mujeres y Géneros, del Archivo Nacional de Chile, así como en otros archivos del país, donde se pueden consultar abiertamente. Entre las obras que abordan este tema destaca el documental “Hoy y no mañana” (2018), sobre el desarrollo de la coordinadora Mujeres por la vida y del movimiento en general; así como también la exposición y el libro “Nuestra urgencia por vencer” que recupera las fotografías de Kena Lorenzini.
El movimiento de los años 80 es un referente importante para la lucha actual de las mujeres en Chile. Esto se puede apreciar en acontecimientos como la conformación en 2018 de una bancada parlamentaria denominada Bancada feminista Julieta Kirkwood, en honor a la importante líder del movimiento en los 80; y en la intervención realizada el Día de los Derechos Humanos de 2019, en la que mujeres convocadas por la Coordinadora Feminista 8M conmemoraron la histórica intervención del colectivo Mujeres por la vida en 1985, unidas por un hilo rojo.